# Caspar Lee
Caspar Richard Lee (Paddington, Londres, 24 de abril de 1994), es un youtuber y actor británico-sudafricano.

## Biografía

### Primeros años
Asistió a la escuela Crawford College La Lucia. Su hermana, Theodora Lee, también posee un canal de YouTube (homónimo), y a menudo aparece en sus videos. En 2014, Lee se trasladó a un apartamento en Londres con su amigo y también youtuber Joe Sugg, aunque desde 2016 ya no viven juntos.

### Carrera
Comenzó con su canal de YouTube en 2011, y es miembro de la agencia de talentos Gleam Futures. En julio de 2015, su canal principal alcanzó más de 5 millones de suscriptores, y cuenta más de 370 millones de visitas. Su canal ocupa el puesto número 165 de los canales con más suscriptores en YouTube. Su segundo canal morecaspar, cuenta con más de 1 millón de suscriptores y más de 52 millones de visitas. Lee formó parte del proyecto 'YouTube Boyband', el cual recaudó dinero para Comic Relief y fue presentado por The Guardian, y en diciembre de 2013 fue nombrado por Yahoo! News como uno de los "12 empresarios de la web para ver." En 2014, protagonizó junto con otros youtubers la serie The Crew. Lee también apareció en un episodio de la serie en línea Web Therapy, con Lisa Kudrow.
Cuenta con más de 3 millones de seguidores en Twitter y más de 2,2 millones en Instagram, desde febrero de 2015. Lee también ha hecho una serie de colaboraciones en su canal de YouTube con otras personalidades, entre ellos: Jack y Finn Harries, Grace Helbig, Tyler Oakley, Connor Franta, Troye Sivan, Zoe Sugg, Marcus Butler, Shane Dawson, Joe Sugg, Dan Howell y Oli White, entre otros.

### Cine
En 2014, Lee interpretó a un personaje llamado "Garlic" en la película de comedia Spud 3: Learning to Fly, junto con Troye Sivan. En 2015, Lee, junto con Sugg, realizó un cameo de voz en la versión británica de la película cómica Bob Esponja: Un héroe fuera del agua, como una de las gaviotas.
A fines de ese mismo año, junto a su amigo Joe Sugg, realizaron una película lanzada en DVD llamada "Joe and Caspar hit the road " 

## Premios y nominaciones
Lee fue nominado a los Nickelodeon's Kids' Choice Awards de 2015 como "Vlogger favorito del Reino Unido".